# Laurens Spethmann Holding
Das Unternehmen Laurens Spethmann Holding AG & Co. KG mit Firmensitz in Seevetal wurde als Finanz- und Managementgesellschaft im Jahr 1996 über bereits bestehende Unternehmungen in den Bereichen Tee, Ernährung und Cerealien gegründet und ist europaweit tätig.

## Unternehmensgeschichte
1907 gründete Laurens Janssen die OTG Ostfriesische Tee Gesellschaft. Laurens Spethmann, Enkel des Firmengründers, übernahm 1953 die GmbH und führte das Unternehmen vom klassischen Tee-Importeur zum Tee-Abpacker. Im gleichen Jahr wurde die GmbH in eine Kommanditgesellschaft umgewandelt. Mit der Einführung der Marke Milford begann 1966 die Entwicklung vom Handelsmarken- zum Markenartikelproduzenten. Im Jahr 1972 startete die Internationalisierung mit dem Erwerb der Grosch Tee, Innsbruck, später Milford Tee Austria. Die Huxol-Teegesellschaft wurde 1976 gekauft; diese übernahm 1983 die Veelmann-Produktionsanlage in Bad Salzuflen. Mit der Diabetikermarke Veelmann und der Reformmarke Huxol entstand neben Tee ein zweites Standbein. Das Nährmittelwerk Medin, Faulbach, wurde 1984 erworben, das Tee-Unternehmen Onno Behrends GmbH & Co., Norden, 1988, der Tee-Abpacker Ludwig Schwarz & Co. GmbH, Buchholz, spätere Milford Tea GmbH, 1989, die Ed. Meßmer GmbH & Co., Frankfurt am Main und Grettstadt, 1990. Im Jahr 1991 wurde die OTG International Warenhandelsgesellschaft mbH, Hittfeld, gegründet, 1992 die OTG Lager- und Frachtkontor GmbH & Co. KG, Buchholz. Im selben Jahr wurde das Unternehmen Pagès S.A. aus Frankreich gekauft. 
Mit der Umstrukturierung des Unternehmens wurde 1996 die Laurens Spethmann Holding AG & Co. KG gegründet und alle Beteiligungen der Ostfriesischen Tee Gesellschaft übernommen. Inzwischen befindet sich das Unternehmen in der vierten Familiengeneration. 2001 beteiligte die LSH sich am Cerealienhersteller Nordgetreide GmbH & Co. KG, Falkenhagen. 2007 wurde die Nutrisun GmbH & Co. KG für den Vertrieb von Süßstoffen und Riegeln gegründet. Im November 2019 beteiligt sich die LSH an der Fruitwork Beteiligungsgesellschaft mbH aus Hamburg. Deren bekannteste Tochter ist die Firma Nutwork, mit rund 150 Millionen Euro Umsatz einer der größten deutschen Lieferanten von Nüssen, Trockenfrüchten und Saaten.

## Standorte
Tochtergesellschaften der Laurens Spethmann Holding sitzen in Deutschland, Frankreich und Österreich. Standorte der LSH befinden sich in Buchholz, Falkenhagen, Grettstadt, Wien, Hamburg, Le Puy-en-Velay, Lübeck, Norden, Seevetal und Überherrn. Europaweit beschäftigen die Unternehmen unter dem Dach der LSH 1670 Mitarbeiter.

## Geschäftsbereiche und Marken
Tee ist das größte Geschäftsfeld der LSH. Dafür stehen die Ostfriesische Tee Gesellschaft (OTG) mit den Marken Meßmer, Milford, Yasashi und Onno Behrends und weitere Tochterunternehmen. Die Geschäftsbereiche Riegel und Süßstoffe repräsentierte die Nutrisun GmbH & Co. KG, die Ende 2024 aufgelöst wurde. Hierzu gehörte auch die Marke Huxol, die 2023 verkauft wurde. Das Geschäftsfeld Cerealien betreibt die LSH mit der Nordgetreide GmbH & Co. KG in Lübeck. Zudem hält die LSH seit 2019 eine Beteiligung an dem Hamburger Nuss- und Trockenfrüchtespezialisten Fruitwork Beteiligungsgesellschaft mbH.
Produkte von LSH-Firmen werden auch von Einzelhandelsunternehmen unter deren eigenen Markennamen vertrieben.

## Belege
1. ↑  Laurens Spethmann Holding (LSH): Impressum. Abgerufen am 28. November 2024.
2. ↑  Laurens Spethmann Holding (LSH): Auf einen Blick. Abgerufen am 28. November 2024.
3. ↑  LSH Unternehmensgeschichte
4. ↑  LSH – Auf einen Blick
5. ↑  Website LSH-AG